# Book of Ballads
Book of Ballads — студийный альбом американской певицы Кармен Макрей, выпущенный в 1959 году на лейбле Kapp Records. Аранжировки для альбома подготовил Фрэнк Хантер.
Billboard выбрал обложку Book of Ballads в качестве «Обложки альбома недели» в выпуске от 19 января 1959 года.

## Отзывы критиков
| Оценки критиков               | Оценки критиков |
| Источник                      | Оценка          |
| ----------------------------- | --------------- |
| AllMusic                      | [ 3 ]           |
| Encyclopedia of Popular Music | [ 4 ]           |

Джейсон Анкени из AllMusic пишет: «„Книга баллад“, о которой идёт речь, является „Великим американским песенником“, и Кармен Макрей вдохнула новую жизнь в некоторые из его самых затертых страниц на этой замечательной сессии. Макрей подходит к такому материалу, как „When I Fall in Love“, „Isn’t It Romantic?“ и „How Long Has This Been Going On?“ с необычайной тщательностью и умом, извлекая из знакомых текстов богатый новый смысл. В её руках песни пульсируют энергией и жизнью. Аранжировщик Фрэнк Хантер и трио поддержки во главе с пианистом Доном Эбни также заслуживают похвалы за тонкое, вызывающее воспоминания сопровождение, которое даёт Макрей необходимое пространство для исполнения её дела». Рецензент журнала Cash Box отметил, что «первое появление артистки на Kapp после долгого пребывания в Decca свидетельствует о сильном желании добиться успеха с первого раза, и она это делает, обращаясь с классическими песнями должным образом». Ральф Джей Глисон из HiFi Review заявил, что несмотря на то, что это превосходное поп-пение, оно далеко не лучшее у Макрей. Подбор песен первоклассный, а аккомпанемент вполне симпатичный, но Макрей, по сути, ритм-певица, и все эти песни исполняются прямолинейно, а иногда и немного пресновато.

## Список композиций
1. «By Myself» (Говард Дитц, Артур Швартц) — 3:12
2. «The Thrill Is Gone» (Бадди Де Сильва, Рэй Хендерсон) — 3:52
3. «How Long Has This Been Going On» (Джордж Гершвин, Айра Гершвин) — 4:07
4. «Do You Know Why?» (Джонни Берк, Джимми Ван Хьюзен) — 2:52
5. «My Romance» (Лоренц Харт, Ричард Роджерс) — 3:53
6. «Isn’t It Romantic» (Лоренц Харт, Ричард Роджерс) — 3:00
7. «If Love Is Good to Me» (Редд Эванс, Фред Шпильман) — 3:29
8. «When I Fall in Love» (Эдвард Хейман, Виктор Янг) — 3:47
9. «Please Be Kind» (Сэмми Кан, Сол Чаплин) — 3:14
10. «He Was Too Good to Me» (Лоренц Харт, Ричард Роджерс) — 2:41
11. «Angel Eyes» (Эрл Брент, Мэтт Деннис) — 2:41
12. «Something I Dreamed Last Night» (Сэмми Фэйн, Герберт Мэджидсон) — 3:59

## Участники записи
- Кармен Макрей — вокал
- Дон Эбни[англ.] — фортепиано
- Джо Бенджамин[англ.] — контрабас
- Чарли Смит — барабаны
- Фрэнк Хантер[англ.] — аранжировщик, дирижёр, режиссёр